# Апостольский нунций в Португалии
Апостольский нунций в Португальской Республике — дипломатический представитель Святого Престола в Португалии. Данный дипломатический пост занимает церковно-дипломатический представитель Ватикана в ранге посла. Как правило, в Португалии апостольский нунций является дуайеном дипломатического корпуса. Апостольская нунциатура в Португалии была учреждена на постоянной основе в конце XV века. Её резиденция находится в Лиссабоне.
В настоящее время Апостольским нунцием в Португалии является архиепископ, назначенный Папой Львом XIV.

## История
История Апостольской нунциатуры в Португалии восходит к XV веку, когда в Португалию был назначен первый апостольский нунций в лице Джустино Бальдини.
В ходе Войны за португальское наследство в XVI веке, когда Португалия была временно завоёвана Испанией, обязанности апостольского нунция в Португалии исполнял апостольский нунций в Испании. Позднее, с момента восстановления независимости Португалии в XVII веке, должность апостольского нунция в Португалии была восстановлена.
На протяжении большей части XIX и XX веков апостольские нунции в Португалии занимали должности в Римской курии, что обычно проводило к возведению в ранг кардиналов. Сейчас эта практика практически прекратилась, хотя до сих пор используется по отношению к апостольским нунциям во Франции.

## Апостольские нунции в Португалии
- Джусто Бальдини, O.S.B. — (12 февраля 1481 — после 26 апреля 1493, до смерти);
- Антонио Пуччи — (1513 — 1515);
- Мануэл ди Нароньо — (1518);
- Мартино дел Портогалло — (1527 — 1529);
- Марко Виджерио делла Ровере — (1532 — 1536);
- Джироламо Каподиферро — (1536 — 1539);
- Фердинанду Вашконшеллош ди Менезиш — (20 декабря 1538 — 1542);
- Луиджи Липпомано — (21 мая 1542 — 27 июня 1544);
- Джованни Риччи ди Монтепульчано — (27 июня 1544 — 4 марта 1550);
- Помпео Дзамбеккари — (4 марта 1550 — 6 июля 1560, в отставке);
- Просперо Сантакроче — (6 июля 1560 — 10 мая 1561 — назначен апостольским нунцием во Франции);
- Джованни Кампеджи — (10 мая 1561 — 17 сентября 1563, до смерти);

- Франческо Равицца — (1670 — 1672);
- Марчелло Дураццо — (12 апреля 1673 — 5 мая 1685 — назначен апостольским нунцием ко двору католического короля);
- Франческо Николини — (10 октября 1685 — 24 января 1690 — назначен апостольским нунцием ко двору наихристианийшего короля);
- Себастьяно Антонио Танара — (26 мая 1690 — 15 марта 1692 — назначен апостольским нунцием в Австрии);
- Джорджо Корнер — (12 мая 1692 — 22 июля 1697);
- Микеланджело деи Конти — (24 марта 1698 — 7 июня 1706);
- Винченцо Бики — (14 сентября 1709—1720);
- Джузеппе Фиррао иль Веккьо — (28 сентября 1720 — 11 декабря 1730 — назначен архиепископом Аверсы);
- Гаэтано де Кавальери — (27 марта 1732 — до 6 ноября 1738);
- Джакомо Одди — (25 февраля 1739 — 9 сентября 1743);
- Лука Мелькиоре Темпи — (22 января 1744 — 1 октября 1754);
- Филиппо Аччайоли — (28 января 1754 — 23 февраля 1761 — изгнан из Португалии);
- Инноченцо Конти — ( 3 января 1770 — 19 апреля 1773);
- Винченцо Рануцци — (26 февраля 1782 — 14 февраля 1785);
- Карло Беллизоми — (7 мая 1785 — 21 февраля 1794);
- Бартоломео Пакка — (21 марта 1794 — 23 февраля 1801);
- Лоренцо Калеппи — (23 декабря 1801 — 8 марта 1816)[1]
- Джованни Франческо Компаньони Марефоски — (20 декабря 1816 — 17 сентября 1820);
- Джакомо Филиппо Франсони — (21 января 1823 — 21 ноября 1834 — назначен префектом Священной Конгрегации Пропаганды Веры);
- Алессандро Джустиниани — (24 апреля 1827 — 2 июля 1832);
- Филиппо Де Анджелис — (13 ноября 1832 — 15 февраля 1838 — назначен архиепископом (персональный титул) Монтефьясконе);
- Камилло ди Пьетро — (7 февраля 1844 — 16 июня 1856);
- Инноченцо Феррьери — (16 июня 1856 — 13 марта 1868);
- Луиджи Орелья ди Санто Стефано — (29 мая 1868 — 22 декабря 1873);
- Доменико Сангуиньи — (25 августа 1874 — 19 сентября 1879);
- Гаэтано Алоизи Мазелла — (30 сентября 1879 — 25 июня 1883);
- Винченцо Ваннутелли — (3 октября 1883 — 23 июня 1890);
- Доменико Мария Якобини — (16 июня 1891 — 22 июня 1896);
- Андреа Аюти — (26 сентября 1896 — 22 июня 1903);
- Жозе Макки — (8 января 1904 — 8 июня 1906);
- Джулио Тонти — (4 октября 1906 — 25 октября 1910);
- Акилле Локателли — (13 июля 1918 — 11 декабря 1922);
- Себастьяно Никотра — (30 мая 1923 — 16 марта 1928);
- Джованни Беда Кардинале, O.S.B. — (18 июня 1928 — 1 декабря 1933);
- Пьетро Чириачи — (9 января 1934 — 12 января 1953);
- Фернандо Ченто — (26 октября 1953 — 15 декабря 1958);
- Джованни Панико — (25 января 1959 — 19 марта 1962);
- Максимильен де Фюрстенберг — (28 апреля 1962 — 26 июня 1967);
- Джузеппе Сенси — (8 июля 1967 — 24 мая 1976);
- Анджело Феличи — (13 мая 1976 — 27 августа 1979 — назначен апостольским нунцием во Франции);
- Санте Порталупи — (15 декабря 1979 — 31 марта 1984);
- Сальваторе Аста — (21 июля 1984 — июль 1989);
- Лучано Анджелони — (31 июля 1989 — 15 марта 1993);
- Эдоардо Ровида — (15 марта 1993 — 12 октября 2002);
- Альфио Раписарда — (12 октября 2002 — 8 ноября 2008);
- Рино Пассигато — (8 ноября 2008 — 4 июля 2019, в отставке);
- Иво Скаполо — (29 августа 2019 — 23 мая 2025, в отставке).